# Andy Serkis
Andrew Clement Serkis (sinh ngày 20 tháng 4 năm 1964) là một nam diễn viên, đạo diễn, nhà sản xuất người Anh Quốc.
Ông nổi tiếng với những vai như Ceasar trong loạt phim "Rise of the planet of the apes" năm 2011, "Dawn of the planet of the apes" năm 2014, "War for the planet of the apes" năm 2017; Gollum trong loạt phim "Chúa tể của những chiếc nhẫn";...

## Thời thơ ấu
Serkis sinh ra và lớn lên tại Middlesex, Anh Quốc. Ông là con trai của bà Lylie (nhũ danh: Weech) và ông Clement Serkis.

## Đời tư
Ông cưới nữ diễn viên Lorraine Ashbourne vào tháng 7 năm 2002. Ông sống ở Crouch End, Bắc London cùng vợ và ba người con là Ruby, Sonny và Louis, tất cả đều là diễn viên. Louis và Ruby đóng vai chính trong bộ phim The Kid Who would Be King (2019) và series The Letter for the King (2020) do Netflix sản xuất.

## Danh sách phim
- Sự trỗi dậy của hành tinh khỉ
- Đại chiến hành tinh khỉ
- Sự khởi đầu của hành tinh khỉ
- Hobbit hành trình vô địch
- Chiến binh báo đen
- Kong đảo đầu lâu
- Venom 2
- Star wars: Jedi cuối cùng

…